# Тале
Тале (њем. Thale) град је у њемачкој савезној држави Саксонија-Анхалт. Једно је од 20 општинских средишта округа Харц. Према процјени из 2010. у граду је живјело 17.014 становника. Посједује регионалну шифру (AGS) 15085330, NUTS (DEE09) и LOCODE (DE THA) код.

## Географски и демографски подаци
Тале се налази у савезној држави Саксонија-Анхалт у округу Харц. Град се налази на надморској висини од 156 метара. Површина општине износи 102,8 km². У самом граду је, према процјени из 2010. године, живјело 17.014 становника. Просјечна густина становништва износи 166 становника/km².